# Amt Vorsfelde
Das Amt Vorsfelde war ein Amt des ehemaligen Fürstentums Braunschweig-Wolfenbüttel und des späteren Herzogtums Braunschweig. Es wurde 1742 nach dem Heimfall des bartenslebenischen Lehens in Vorsfelde eingerichtet und umfasste die 14 Ortschaften des Vorsfelder Werders einschließlich Vorsfelde. Während der Franzosenzeit löste die französische Besatzungsmacht das Amt auf und überführte es 1807 in den Kanton Vorsfelde, der bis 1813 bestand. Danach gab es Anfang des 19. Jahrhunderts in Vorsfelde ähnlich lautende Verwaltungseinrichtungen, wie Kreisgericht Vorsfelde und Kreisamt Vorsfelde, mit anderen Aufgaben und territorialen Zuschnitten.

## Geographische Lage
Das Amt lag im heutigen östlichen Niedersachsen an der Grenze zu Sachsen-Anhalt am Rand der südlichen Ostheide.

## Geschichte

### Vorgeschichte

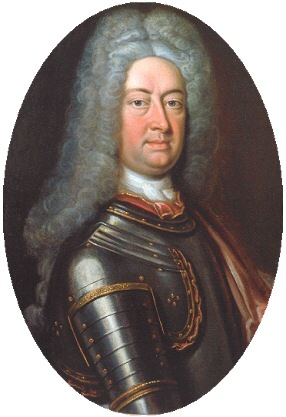
Gebhard Werner von Bartensleben (1675–1742)

Seit 1389 gehörten Vorsfelde und der Vorsfelder Werder zu einem erblichen Lehen, das das Adelsgeschlecht derer von Bartensleben vom Braunschweiger Herzog Friedrich I. erhalten hatte. Anfangs saßen die von Bartensleben auf der heute nicht mehr vorhandenen Burg in Vorsfelde und später auf der naheliegenden Wolfsburg.
Seit den 1720er Jahren war Gebhard Werner von Bartensleben der letzte männliche Vertreter seines Geschlechts. Von seinen sieben Kindern, darunter drei Söhne, waren alle bis auf die Tochter Anna Adelheid Catharina (1685–1741) verstorben; sie hatte 1718 den preußischen Generalleutnant Adolph Friedrich von der Schulenburg geheiratet. Beim Tod des Herrn von Bartensleben drohte der Verlust des Lehens von Vorsfelde und des Werders, und damit die Einnahmen in Höhe von etwa 10.000 Reichstalern jährlich. Wegen Bartenslebens angeschlagener Gesundheit bereitete sich das Fürstentum Braunschweig-Wolfenbüttel ab 1739 im Geheimen auf eine rasche Übernahme des Lehens vor. Es ließ sich von Spionen, darunter auch von Ärzten, über den Gesundheitszustand des Gebhard Werner von Bartensleben unterrichten. Ende 1741 begab sich von Bartensleben in die damalige Residenzstadt des Kurfürstentums Hannover nach Hannover, um sich durch vertrauenswürdige Ärzte kurieren zu lassen. Er quartierte sich in der London-Schenke ein, wo er am 6. Januar 1742 im Alter von 66 Jahren verstarb. Damit kam es nach 353 Jahren zum Heimfall des Lehens an das Fürstentum Braunschweig-Wolfenbüttel, das sofort den Besitz vereinnahmte. Dafür hatte das Fürstentum nach langwierigen Prozessen im Jahre 1778 eine Abfindung an die von der Schulenburg zu leisten.

### Gründung
Unmittelbar nach dem Tode des Herrn von Bartensleben Anfang Januar 1742 bildete das Fürstentum Braunschweig-Wolfenbüttel das Amt Vorsfelde und bestimmte Vorsfelde zum Amtssitz, das zum Distrikt Schöningen zählte. Zum Amt gehörten die 14 Orte des Werders und die Wippermühle. 1747 kam es zu einer Zusammenlegung des Amtes Vorsfelde mit dem Amt Neuhaus. Der Vorsfelder Amtmann nahm Aufgaben der Gerichtsbarkeit wahr und der Amtmann in Neuhaus, der seinen Sitz auf der Burg Neuhaus hatte, kümmerte sich um wirtschaftliche Aufgaben.

### Zugehörige Orte
- Karte mit allen Koordinaten:
- OSM |
- WikiMap

Von der Gründung 1742 bis zur Auflösung 1807 durch die französische Besatzungsmacht gehörten zum Amt Vorsfelde folgende Orte und Einrichtungen:
| - Ahnebeck (⊙) - Bergfeld (⊙) - Brackstedt (⊙) | - Brechtorf (⊙) - Eischott (⊙) - Hoitlingen (⊙) | - Kästorf (⊙) - Parsau (⊙) - Rühen (⊙) | - Tiddische (⊙) - Velstove (⊙) - Vorsfelde (⊙) | - Warmenau (⊙) - Wendschott (⊙) - Wipper-Mühle (⊙) |

### Kanton Vorsfelde
1807 löste die französische Besatzungsmacht das Amt Vorsfelde auf und gliederte es mit dem Fürstentum Braunschweig-Wolfenbüttel in das von Napoleon geschaffene Königreich Westphalen ein. Dadurch wurde das Amt Vorsfelde durch Königliches Decret vom 24. Dezember 1807 zum Kanton Vorsfelde im Distrikt Helmstedt im Departement der Oker. Der Kanton bestand von 1807 bis 1813.

### Nachfolgende Verwaltungseinrichtungen
Nach dem Abzug der französischen Besatzungsmacht entstand 1814 aus den ehemaligen Kantonen Vorsfelde, Bahrdorf und Calvörde das Kreisgericht Vorsfelde. Es hatte Gerichts- und Verwaltungsaufgaben. 1825 wurden die Kreisgerichte in Kreisämter umbenannt und 1827 wurde das Amt Calvörde abgetrennt. 1833 erfolgte im Rahmen der Einrichtung von Kreis-Direktionen die Rückkehr zu der alten, 1807 verschwundenen Bezeichnung Amt Vorsfelde.
Mit dem Gerichtsverfassungsgesetz vom 21. August 1849 und dessen Umsetzung zum 1. Juli 1850 wurden Verwaltung und Justiz im Herzogtum Braunschweig konsequent getrennt. Das Amt Vorsfelde und die weiteren Ämter des Herzogtums verloren daraufhin an Bedeutung. Im Jahr 1855 umfasste das Amt 32 Ortschaften mit 9812 Einwohnern.
Heute entsprechen die Grenzen der Propstei Vorsfelde, ein Unterbezirk der Evangelisch-Lutherischen Landeskirche in Braunschweig, in ihrem nördlichen Bereich noch annähernd dem Gebiet des ehemaligen Amtes Vorsfelde.

## Aufgaben
Im Februar 1742 setzte das Fürstentum Braunschweig-Wolfenbüttel einen Amtmann im neu gebildeten Amt Vorsfelde ein. Gleich zu Beginn kam es zu Streitigkeiten um einige Gebiete und Rechte von Gebhard von Bartensleben, da er auch Lehen aus den Nachbarländern Hannover und Preußen innehatte. Die erste große Aufgabe des neu eingesetzten Amtmannes bestand darin, für die fürstliche Hofkammer in Wolfenbüttel eine Besitzbeschreibung anzufertigen, die das fürstliche Grundeigentum und die fürstlichen Rechte daran aufführte. Die Beschreibung nannte auch die zu erwartenden Einkünfte daraus. Der Amtmann beschrieb auch die drei durch das Amt verlaufenden Heer- und Handelsstraßen. Dabei handelte es sich um die Lüneburger Heerstraße von Lüneburg nach Leipzig, die Heerstraße von Magdeburg nach Celle und die Heerstraße von Lüneburg nach Braunschweig.
Die hauptsächliche Verwaltungstätigkeit des Amtes bestand im Einziehen von Geldern und Abgaben für die fürstliche Kammer in Wolfenbüttel. Dies betraf zum einen Entgelt für die Nutzung von fürstlichem Eigentum, wie Grundeigentum. Zum anderen zog das Amt Abgaben von allen Bürgern im Sinne heutiger Steuern ein. Dazu zählten im Amt Vorsfelde der Zehnt für Getreide, Vieh und Geflügel, Haus- und Pfennigzins, Acker- und Wiesenzins, Schmiedezins, Holzgeld, Zollgebühren sowie Pachtgeld für Gaststätten, Fischerei und Schäferei. Das Amt zog auch Kontributionen für die Truppe ein, was anfangs als Proviantkorn und später in Geld geleistet wurde.
Zu den allgemeinen Verwaltungsaufgaben des Amtsmanns gehörte die Wahrnehmung von Rechtsaufgaben, bei denen er quasi als Notar wirkte. Er besiegelte Testaments- und Nachlassangelegenheiten und wirkte bei der Klärung von Erbstreitigkeiten mit. Eheschließungen sowie der Veräußerung von Ländereien musste er zustimmen. Da diese Beurkundungen auf Stempelpapier erfolgen mussten, war auch dies eine wichtige staatliche Einnahmequelle.
Erst allmählich, vor allem im 19. Jahrhundert, kamen dann eigentliche Verwaltungstätigkeiten im Sinne der heutigen öffentlichen Verwaltung, nämlich die Aufsicht über und Durchsetzung der staatlichen Vorschriften hinzu.

## Amtssitz

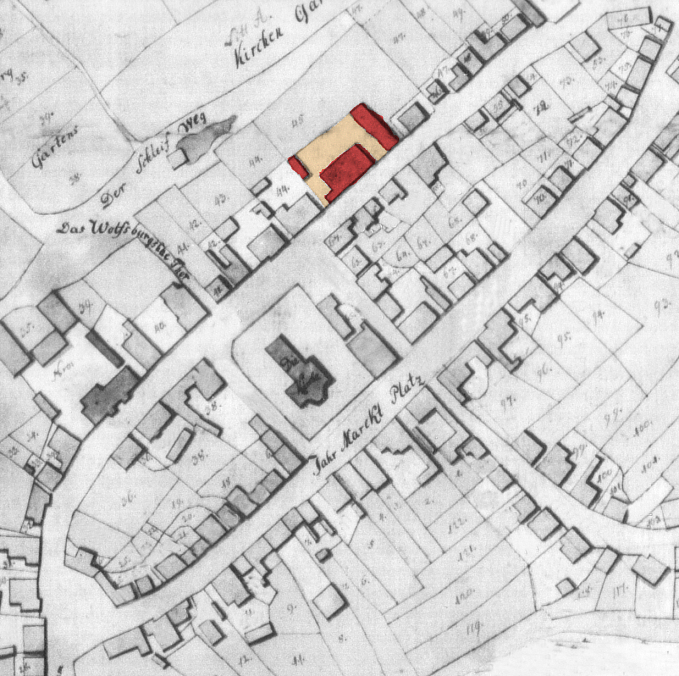
Grundstück des Amtsgebäudes in der Amtsstraße, 1771

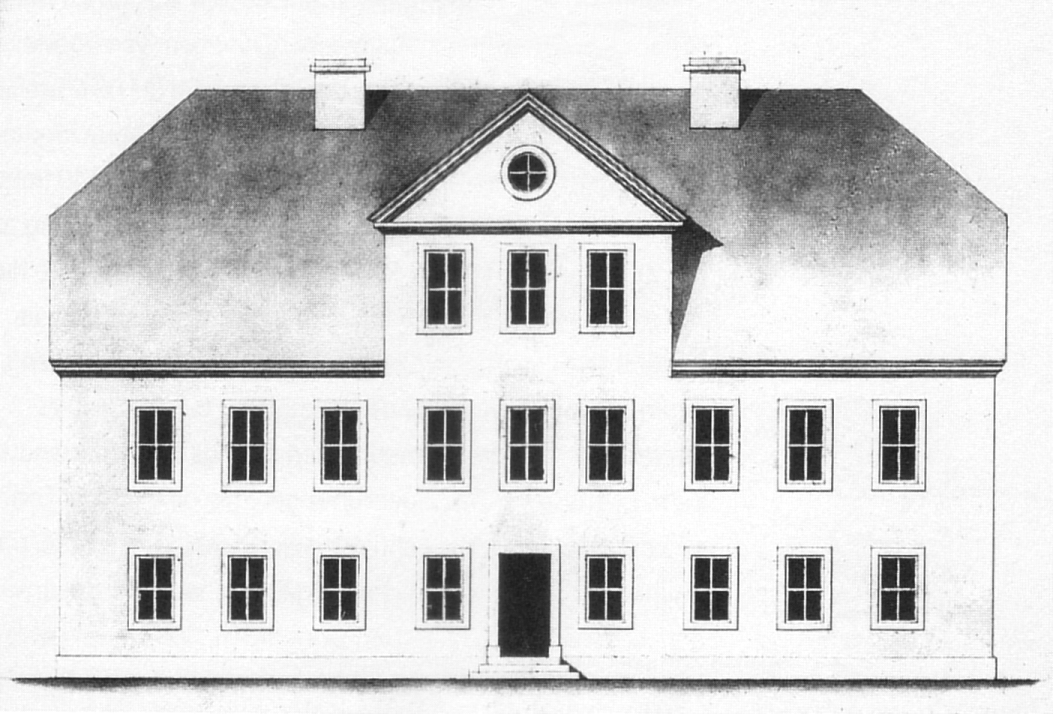
Entwurfsskizze des Amtshauses Vorsfelde, 1798

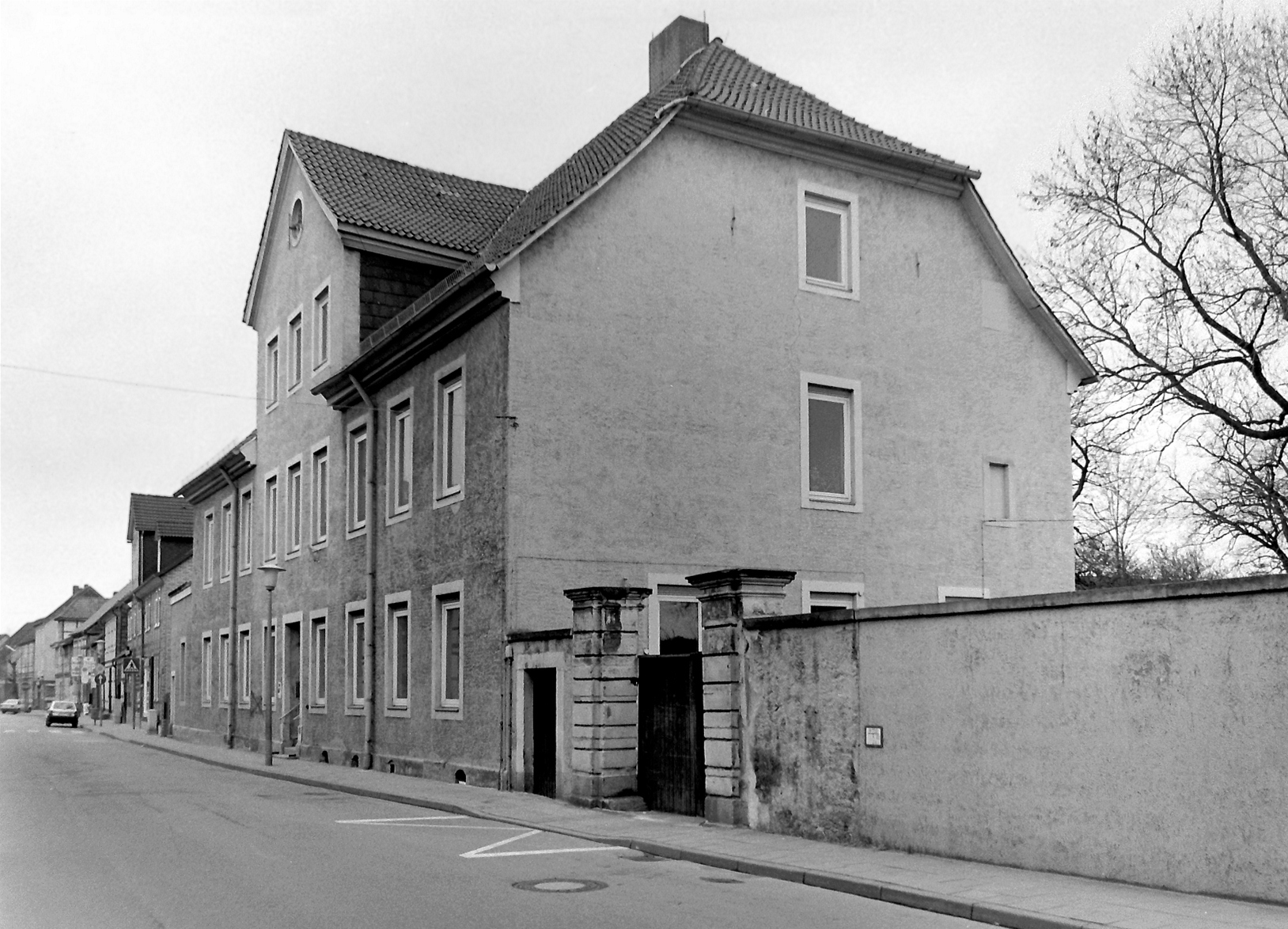
Das Amtshaus Vorsfelde 1987, heute Ludwig-Klingemann-Haus

Das 1742 eingerichtete Amt Vorsfelde erhielt ein Grundstück in der Amtsstraße. Darauf wurde 1750 mit dem Bau des Amtshauses begonnen, das 1755 fertiggestellt wurde. Der Amtmann wohnte zeitweise im Amtshof Vorsfelde in der Amtsstraße, der von ihm angepachtet war. Beim Amtshaus handelte es sich um einen Fachwerkbau. Des Weiteren entstanden auf dem Grundstück ein Nebengebäude für die Gerichtsstube, die Registratur und ein Pforthaus mit zwei Gefängniszellen. Bei einem größeren Stadtbrand in Vorsfelde 1798 brannte das Amtshaus ab.
Zwischen 1800 und 1801 wurde das Amtshaus wieder aufgebaut und im Gegensatz zum Vorgängerbau aus Fachwerk in Stein errichtet. Es entstand ein zweigeschossiges traufständiges Gebäude mit Zwerchhaus und Walmdach, das im Vergleich mit dem übrigen Vorsfelder Gebäudebestand repräsentativ war.
Das Amtshaus wurde später Sitz des Amtsgerichts Vorsfelde, das dort bis zur Eingemeindung Vorsfeldes durch die Stadt Wolfsburg 1972 verblieb. Danach war das Gebäude Sitz Wolfsburger Behörden und wurde 1987 Vorsfelder Vereinen zur Verfügung gestellt. Etwa in den 1990er Jahren wurde das Gebäude in „Ludwig-Klingemann-Haus“ umbenannt, um an den Arbeiterführer, USPD- und SPD-Ortsvorsitzenden Ludwig Klingemann zu erinnern, den Nationalsozialisten 1942 verhafteten und zu Tode prügelten.